# Boécourt
Boécourt (toponimo francese) è un comune svizzero di 915 abitanti del Canton Giura, nel distretto di Delémont.

## Monumenti e luoghi d'interesse

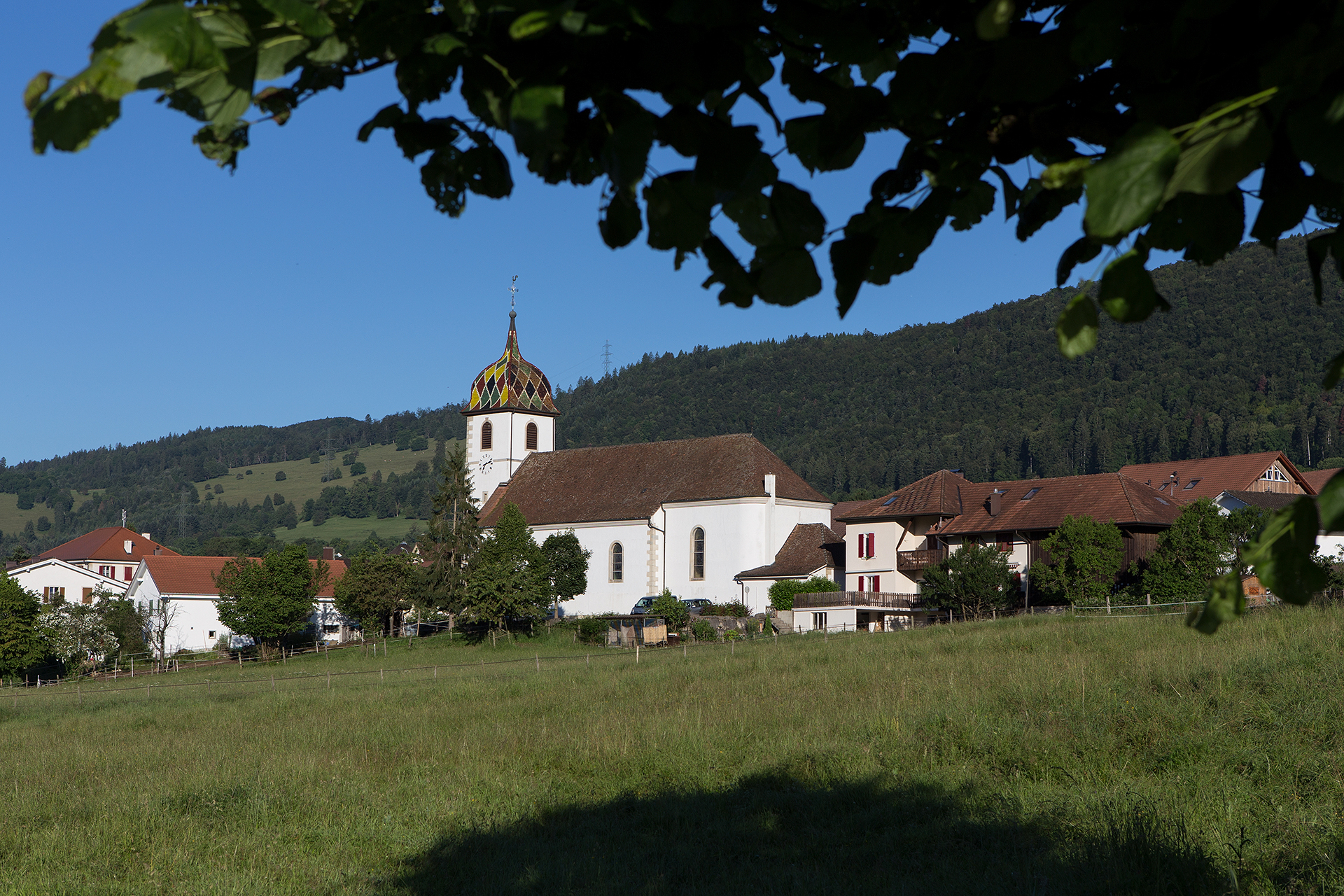
La chiesa cattolica di San Martino

- Chiesa cattolica di San Martino, attestata dal XII secolo e ricostruita nel 1802[1].

## Società

### Evoluzione demografica
L'evoluzione demografica è riportata nella seguente tabella:
Abitanti censiti

## Amministrazione
Ogni famiglia originaria del luogo fa parte di un comune patriziale che ha la responsabilità della manutenzione di ogni bene comune; a Boécourt dal 1854 esistono due comuni patriziali, Boécourt-Séprais e Montavon.